# ISS-Expeditie 16
 ISS-Expeditie 16 was een expeditie naar het International Space Station. De eerste twee bemanningsleden Yuri Malenchenko en Peggy Whitson werden op 10 oktober 2007 gelanceerd met de Sojoez TMA-11 samen met de eerste Maleisiër in de ruimte, Sheikh Muszaphar Shukor.
Het derde vaste bemanningslid van het ISS wordt gerouleerd door de Amerikaanse Spaceshuttle en is er bij het begin van Expeditie 16 in de persoon van Clayton Anderson. Die astronaut werd in juni 2007 al gelanceerd en keert begin november met shuttlemissie STS-120 terug naar de aarde. STS-120 neemt ook zijn plaatsvervanger mee: Daniel M. Tani.
Tani werd op zijn beurt in december (tijdens STS-122) weer opgevolgd door de uit Frankrijk afkomstige ESA-astronaut Léopold Eyharts. Tijdens STS-123 in februari 2008 wordt vervolgens ook Eyharts weer vervangen, door Garrett Reisman. De twee andere astronauten vertrekken pas in april 2008, wanneer een nieuwe Sojoez met de volgende twee astronauten arriveert.

## Bemanning

### Eerste bemanning (oktober-november 2007)
- Peggy Whitson (2) Commandant -  Verenigde Staten
- Joeri Malentsjenko (4) Vluchtingenieur-  Rusland
- Clayton Anderson (1)Vluchtingenieur -  Verenigde Staten

### Tweede crew (november tot Februari 2008)
- Peggy Whitson (2) Commandant -  Verenigde Staten
- Joeri Malentsjenko (4) Vluchtingenieur -  Rusland
- Daniel Tani (2) Vluchtingenieur -  Verenigde Staten

### Derde crew (Februari 2008 tot Maart 2008 )
- Peggy Whitson (2) Commandant -  Verenigde Staten
- Joeri Malentsjenko (4) Vluchtigenieur -  Rusland
- Léopold Eyharts (2) Vluchtingenieur - ESA  Frankrijk

### Vierde crew (Maart 2008 tot april 2008)
- Peggy Whitson (2) Commandant -  Verenigde Staten
- Joeri Malentsjenko (4) Vluchtingenieur -  Rusland
- Garrett Reisman (1) - Vluchtingenieur -  Verenigde Staten

*Het nummer tussen haakjes duidt aan hoeveel missies de astronaut gevlogen zal hebben na deze missie.

## Reservebemanning
- Michael Fincke Commandant - U.S.A.
- Salizjan Sjaripov Vluchtingenieur - Rusland
- Sandra Magnus Vluchtingenieur - U.S.A. (voor Tani)
- Frank De Winne Vluchtingenieur - ESA België (voor Eyharts)
- Timothy Kopra Vluchtingenieur - U.S.A. (voor Reisman)